# 吕布
吕布（不晚于161年—199年2月7日），字奉先，并州五原郡九原（今内蒙古自治区包头市九原区）人，东汉末年武将与军阀，被封為溫侯。先后为丁原、董卓的部将，也曾为袁绍效力，后趁劉備與袁術交戰時而佔据徐州，自成一方势力。建安三年十二月（199年2月7日），在下邳被曹操击败处死。

## 生平事蹟

### 早年時期
呂布原籍山西并州，中平六年（189年），因其驍勇善戰在并州任職。刺史丁原兼任騎都尉後，在河內駐守並任命呂布為主簿，相當器重他。
汉灵帝駕崩後，丁原进京与大将军何进密谋诛杀宦官，丁原受朝廷任命为执金吾。何进被杀、董卓入京后，诱呂布杀丁原，並任命他為骑都尉，非常信任和喜愛他，甚至誓為父子，呂布善長騎射，力氣過人，獲譽為“飛將”，不久再任他為中郎将，封都亭侯。
漢獻帝初平元年（190年），董卓派呂布遍掘東漢帝陵與公卿陵墓，取其金銀珠寶。

### 奉旨殺董
董卓討伐戰時，關東軍起兵討伐董卓，呂布亦曾參戰，卻與將領胡軫不和而被孫堅所敗。最後董卓挾天子遷都長安。董卓自知自己凶暴，為人所惡，所以時常要呂布作自己的侍衛及守中閣；不過，董卓性格急躁，失意時曾向呂布擲出手戟，另一方面呂布又与董卓的婢女有染，恐怕事情被董卓發覺，所以心中十分不安。《英雄記》則提及董卓向呂布擲出手戟時曾說呂布亂其私室。
當時，王允、士孫瑞、楊瓚等密謀暗殺董卓，於是拉攏吕布。吕布答應並成功刺殺董卓，任職奮威將軍（一说奋武将军），假節，儀比三司，進封溫侯，與王允同掌朝政。

### 投靠各方
董卓死后一個月多，其旧部屬李傕和郭汜等本想解散部队逃亡，途中贾诩献计，李傕召集董卓旧部，進攻長安。吕布不敵李郭聯軍战败出逃，最終李傕、郭汜軍隊攻入長安。
呂布被李傕击败后，先投靠袁術，但因自恃有誅董卓之功而十分驕恣，袁術不滿呂布反覆無常，於是吕布改投張楊，張杨手下建議擒拿呂布，交給李傕，呂布得悉後便轉投袁绍。在袁绍處，呂布助其擊潰黑山軍，但呂布恃著功勞向袁绍請兵，袁绍不應許，呂布又放任將士到處搶劫、掠奪百姓，呂布自覺不宜再留，於是向袁紹告辭，袁紹假意派三十壯士送行，實則是刺殺呂布，呂布識破其詭計，让人在帐中弹琴，自己則趁机离开。袁紹下令追殺呂布，但帳下武將靜默無聲、無人敢追擊呂布，呂布因而逃脫。

### 爭奪兗徐

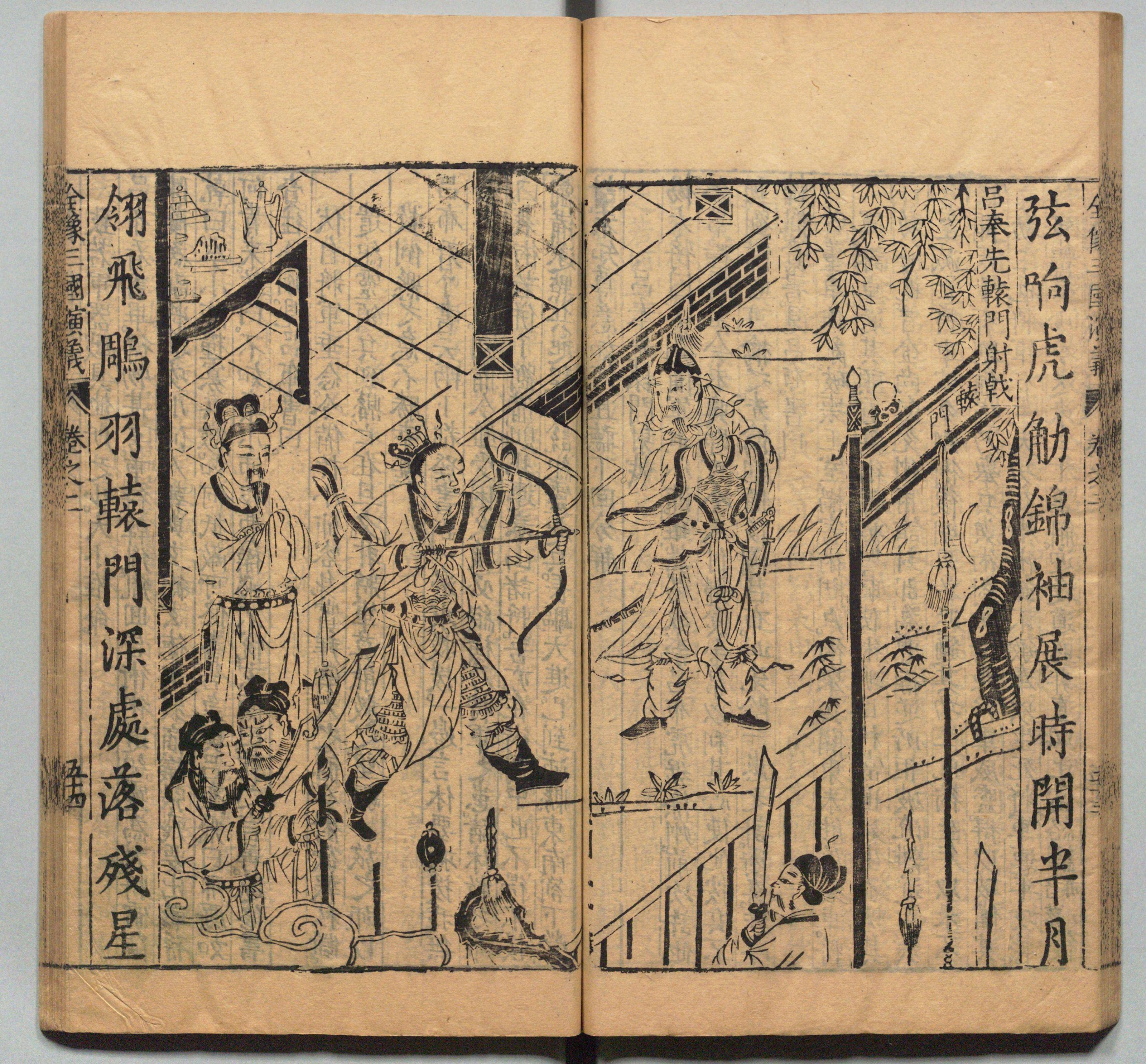
周曰校插图版《三国志通俗演义》中的吕布辕门射戟

张邈接受陳宮之言，決定請呂布入驻本為曹操所據的兗州。當時曹操正東征徐州陶謙，聽到消息後立即回師，在袁绍帮助下與呂布數次征戰。呂布派軍屯兵在濮陽之西四六十里，曹操實行夜襲，殺至隔天早上，呂布率軍解救，三面圍攻曹操。呂布親率大軍從早到午交戰數十次，戰鬥激烈，曹操招募壯士衝陣，典韋搶先響應，並募集數十人，穿上兩重鎧甲，放棄大楯，手持長撩矛戟出戰。正直西面戰況又急，典韋衝前擋著敵兵，敵軍弓弩亂發，箭如雨下，典韋合上眼，叫士卒：「敵人來到我面前十步才叫我。」士卒大叫：「十步了。」之後典韋又大叫：「到五步外再叫我！」眾人皆懼，大叫：「敵人到了！」典韋手執十多枝長戟，大喊而起，攻擊典韋的敵人無不應手倒地。最後呂布撤退。呂布因不敵而東投劉備，呂布一入徐州就先作書給袁術約定共同進攻劉備，劉備讓他屯兵小沛。吕布称刘备为弟（可见吕布年长于刘备，即出生不迟于161年）。劉備與袁術相爭，呂布乘機奪取徐州，自稱徐州牧。使劉備只好投靠呂布，而呂布讓劉備屯兵小沛。
不久袁術攻打劉備，呂布為免袁術北連泰山寇，圍堵自己，透過辕门射戟化解了此次戰事，使袁術麾下紀靈懾服讚道「將軍天威也」。其後在陳珪挑撥下，呂布與袁術終斷盟約，改與曹操短暫議和。不料陳珪之子陳登成功與曹操聯絡，作為曹操內應以討伐呂布。而因呂布與袁術終斷盟好，袁術發兵攻打徐州，陳珪以反間計令呂布大敗袁術軍。雖然如此，劉備在小沛再次聚集了萬人兵力，後來又搶走呂布的馬，呂布很是惱怒，於是要求袁渙寫書辱罵劉備，袁渙拒絕，呂布因而大怒，甚至威脅要殺死袁渙；但袁渙始終面色不變，堅決不肯寫，更笑著說：「我只曾聽說過唯有德才可以羞辱人，未聽聞過罵也可以。劉備若是君子，就不會在乎這些辱罵；若劉備是小人，則會回應，那到時被辱的就是這邊了。而且將來若我為劉備效命，就像今天我為你效命般，一旦去了，我又受命辱罵你，這又可不可以？」呂布感到慚愧，不再強逼。於是再聯合袁術，出兵攻打劉備。
汉献帝流亡河东时，曾写信让吕布迎驾，吕布因无粮没有响应，只是派使者上书。朝廷以吕布为平东将军，封平陶侯。曹操掌握朝廷后，又手书对吕布厚加慰劳，要吕布协助讨伐逆臣公孙瓒、袁术、韩暹、杨奉等。吕布大喜，又派使者上书献帝，称自己有意迎驾，但自己身为外将曾与曹操交战，为避嫌疑不便率军随驾，只能待罪徐州；又回答曹操感激其不念旧恶的慰劳褒奖，对讨伐袁术等事愿意效劳。曹操又派奉车都尉王则为使者带着诏书和平东将军印绶来拜见吕布，又手书称朝廷没有印绶，所授印绶是自家上等材料所制，褒奖吕布反对袁术称帝并绝交的态度。吕布遣陈登奉表章谢恩，并给曹操一份好绶带作为答谢。

### 郝萌叛變
建安元年（196年）六月，郝萌受袁術的慫恿起兵造反，攻打下邳，下邳防守堅固無法攻入，呂布不知道是誰造反，驚慌中全身赤裸裸帶著女人從糞坑中逃命，呂布逃到高順營中，高順詢問呂布有沒有什麼可以依靠用來判斷敵人的線索，呂布只回答聽到河内人的話，高順迅速分析當時情況判斷是郝萌叛變，並立即帶兵進入下邳府。郝萌部將曹性倒戈，與郝萌對戰，郝萌刺傷曹性，曹性斬斷郝萌一臂。最後高順斬殺郝萌。事件結束後，呂布問曹性事情起源，曹性答：“郝萌受袁術的鼓動而造反。”，呂布又問：“有誰同謀嗎？”曹性回答說陳宮同謀，當時陳宮坐在呂布旁，緊張到面紅耳赤，但呂布惜陳宮之才並不追究，後讓曹性統領郝萌餘部。

### 兵敗下邳
東漢建安二年（197年）夏天，依附呂布的袁術叛將韓暹跟楊奉因軍糧不足，打算到其他地方就食，於是向呂布告辭，呂布不允，命令杨奉取刘备地麦。韓暹、楊奉於是聯合小沛的劉備攻打呂布，劉備表面答應，楊奉進城出席劉備所設的酒席時，劉備派人把他綑綁殺死，率領二十騎兵逃走的韓暹亦被縣令張宣殺死，劉備收降韓暹、楊奉的兵馬後兵力大為增加。東漢建安三年（198年）春天，吕布派人前往河内买马，中途被刘备军劫掠。呂布得知消息後大怒，转而与袁术结盟，应袁术要求派高順、張遼攻打劉備，九月小沛城被攻下，劉備隻身逃走投靠曹操，妻兒被呂布所俘虜，曹操於是聯合劉備的軍隊共同攻打呂布的根據地下邳，曹操與先前答應做內應的廣陵太守陳登聯合，陳登為其先鋒，曹操率大軍在後，呂布多次出戰皆大敗，再也不敢出城應戰。曹操圍攻三個月，決水圍城，呂布軍中上下離心，其部下侯成、宋憲、魏續反叛，縛了高順及陳宮投降，呂布在白門樓見敵軍攻急，大勢已去，於是命令左右殺死自己並將其首級交給曹操，左右不忍下手弒主，便下城投降。
先前呂布實踐禁酒令，正好侯成親自奪回被手下朝往劉備處的十五隻馬匹，當時眾將都祝賀侯成，侯成為了慶功宴親自釀酒獵豬，開餐之前跪下來送給呂布半隻豬五斗酒作為謝禮，呂布大怒：「我下令禁酒但你卻造酒，你們想共飲共食勾結為同夥，一起密謀將我呂布殺了吧！」因此侯成害怕，也為這背叛埋下了伏筆。
曹操、劉備聯軍進入下邳城穩住城池控制權，在白門樓布置由曹操主持會審處置呂布為首的戰俘處置案事，首先呂布在被綑綁狀態下被曹操士卒押解到曹操所在案堂前，這時呂布會見曹操時說道:「今日已往，天下定矣。」，曹操聽聞後說「何以言之？」呂布又說：「曹公所顧忌的是我，現在我已降服於你，天下的憂患已經大大減少。只要指派我率領騎兵，曹公率領步兵，就可以統一天下。(原句:明公之所患不過於布，今已服矣。令布將騎，明公將步，天下不足定也。)」，呂布說罷回首對也在旁列席的劉備說道「玄德，您為坐上客，我為降虜，繩子捆縛我太緊，何不能出言幫忙求情解脫繩子束縛否?(原句:玄德，卿為坐上客，我為降虜，繩縛我急，獨不可一言邪？)」，曹操笑說：「綁老虎不得不緊。(原句:縛虎不得不急。)」。愛才的曹操欣賞呂布的武勇而考慮收留，當曹操命人緩解呂布身上繩索捆縛時，劉備勸說：「君不見丁原、董卓之事乎？（您不记得丁原和董卓的前车之鉴吗？）」主簿王必也上前劝曹操處死吕布，曹操聽後點頭後說：「本想給你條活路，但有人認為不妥，只好殺死你了。」呂布大罵：「劉備你最不可信！」最後呂布同陳宮、高順被縊殺。三人吊首身亡後被梟首，隨後送至許都埋葬。

## 性格特徵
呂布出身漢朝邊疆九原郡，熟悉胡騎戰法，故弓馬嫻熟且勇猛善戰，被認為堪比西漢名將李廣，同样有「飛將」的美譽。該時民间有「人中吕布，馬中赤兔」一说，並流傳至今。
呂布行事势利多变，易為謀求自身利益，而決定是否弑主或變節，雖偶有機警表現但目的夾帶私利而顯得狡猾，為人有勇無謀且生性貪色，強佔部下妻妾為己有，儘管驍勇的能力為世人肯定，然其性格品行與過於重視利益的行事作風并不为人所喜，人望極差。

## 逸聞
- 當時議郎王誧奉曹操之命表封孫策和吳景，並在戊辰詔書上說孫策曾透過呂布聯繫許昌(曹操)朝廷，也稱呂布兩次上書稱讚孫策心繫本朝。[15]
- 呂布入主徐州後曾打算拉攏逃到揚州的張紘，打算舉張紘為茂才並要求孫策送還張紘回徐州。張紘厭惡呂布為人認為成為呂布屬下是一種屈辱，孫策亦回信拒絕呂布之請求。[16]
- 袁紹進攻背叛袁紹的東郡太守臧洪時臧洪曾遣兩位司馬向呂布求救。兩位司馬回來後發現東郡陷落臧洪被殺，為復仇衝入袁紹軍中陣亡。[17]

- 依據王粲所著《英雄記》裡提及呂布兵敗下邳以戰俘身份被綑綁到案台前會見曹操時的對話，翻成白話文大意如下:呂布被捆到曹操面前時，呂布不明白地說：「平時我很厚待手下，想不到大難臨頭他們全都忘恩負義背叛我！」曹操笑道：「你把自己的妻妾丟在家，跑去玩下屬們的女人，這樣叫厚待他們？」呂布啞口無言[18]。

## 歷史評價
- 時人語曰：“人中有呂布，馬中有赤兔。”（《曹瞞傳》）
- 皇甫酈：“呂布受恩而反圖之，斯須之間，頭縣竿端，此有勇而無謀也。”（《獻帝起居注》）
- 陈宫：“吕布壮士，善战无前。”「但坐此人不從宮言，以至於此。若其見從，亦未必爲禽也。」（《三國志·魏書·呂布张邈臧洪傳第七》）
- 陳登：“待將軍譬如養虎，當飽其肉，不飽則將噬人。”（《三國志·魏書·呂布张邈臧洪傳第七》）
- 高順：“凡破家亡國，非無忠臣明智者也，但患不見用耳。將軍舉動，不肯詳思，輒喜言誤，誤不可數也。”（王粲等撰《英雄記》）“将军躬杀董卓，威震夷狄。”（《三国志·魏书七·吕布（张邈）臧洪传第七》）
- 紀靈等人：「將軍天威也。」（《三国志·魏书七·吕布（张邈）臧洪传第七》）
- 曹性：“吕将军大将有神，不可击也。”（《三国志·魏书七·吕布（张邈）臧洪传第七》）
- 曹操：“布，狼子野心，诚难久养，非卿莫能究其情也。”（《三國志·魏書·呂布张邈臧洪傳第七》）
- 郭嘉：“布之威力不及项籍，而困败过之，若乘胜攻之，此成禽也。”（《三国志·魏书十四·程郭董刘蒋刘传第十四》）
- 孙权：“老贼欲废汉自立久矣，徒忌二袁、吕布、刘表与孤耳。”（《三国志·吴书九·周瑜鲁肃吕蒙传第九》）
- 荀攸：“呂布勇而無謀。”“布骁猛，又恃袁术，若纵横淮、泗间，豪杰必应之。”（《三國志・荀攸傳》）
- 程昱：“夫布，粗中少親，剛而無禮，匹夫之雄耳。”（《三國志・程昱傳》）
- 陈琳：“其间豪桀纵横，熊据虎跱，强如二袁，勇如吕布，跨州连郡，有威有名。”（《檄吴将校部曲文》）
- 陳壽：“呂布有虓虎之勇，而無英奇之略，輕狡反復，唯利是視。自古及今，未有若此不夷滅也。”（《三國志·魏書·呂布臧洪傳第七》）
- 张茂：“曜可方吕布、关羽，而云孟德不及，岂不过哉。”（《十六国春秋》）
- 常璩：“汉末大乱，雄桀并起。若董卓、吕布、二袁、韩、马、张杨、刘表之徒，兼州连郡，众逾万计，叱吒之间，皆自谓汉祖可踵，桓、文易迈。”（《华阳国志·刘先主志》）
- 徐众：“吕布反复无义，志在逆乱。”（《三国志·魏书七·吕布（张邈）臧洪传第七》）
- 范曄：“焉作庸牧，以希後福。曷雲負荷？地墮身逐。術既叨貪，布亦翻覆。”（《後漢書·劉焉袁術呂布列傳第六十五》）
- 萧介：“臣聞凶人之性不移，天下之惡一也。昔呂布殺丁原以事董卓，終誅董而為賊；劉牢反王恭以歸晉，還背晉以構妖。何者？狼子野心，終無 馴狎之性；養虎之喻，必見飢噬之禍。侯景獸心之種，鳴鏑之類。”（《梁書·蕭介傳》）
- 蕭道成：“攸之反善圖全，用得自免。既殺從父，又虐良朋，雖呂布販君，酈寄賣友，方之斯人，未足為酷。泰始開辟，網漏吞舟，略其兇險，取其搏噬，故階亂獲全，因禍興福。”（《全齊文卷十七》）
- 李克用：“吾于罕之，豈惜一鎮；吾有罕之，亦如董卓之有呂布，雄則雄矣，鷹鳥之性，飽則颺去，實懼翻覆毒余也。”（《舊五代史》）
- 赵蕤：“袁本初虎视河朔；刘景升鹊起荆州；马超、韩遂，雄据於关西；吕布、陈宫，窃命於东夏；辽河海岱，王公十数，皆阻兵百万、铁骑千群，合纵缔交，为一时之杰也。”“当是时，虽诸葛之智、陈宫之谋、吕布之勇、关张之功，无所用矣。此谓勇怯势也、强弱形也。救兵有三势，善战者恒求之於势。”（《长短经卷六·霸纪下》）
- 薛居正：“昔武皇之起並、汾也，會鹿走于中原，期龍戰于大澤，蓄驍果之士，以備鷹犬之用。故自存信而下，皆錫姓以結其心，授任以責其效。與夫董卓之畜呂布，亦何殊哉！惟存孝之勇，足以冠三軍而長萬夫，苟不為叛臣，則可謂良將矣。”（《舊五代史》）
- 崔致远：“纪昌若见，必想韬弦；吕布相逢，固惭捻筈。既抱非常之伎，伫成可久之功，换滑台之旧资，陟隋苑之高级。”（《郝定补衙前兵马使》）
- 司马光：“布者反覆乱人，非能辅佐汉室，而又强暴无谋，败亡有证。”（《传家集》）
- 蘇軾：“猶勝白門窮呂布，欲將鞍馬事曹瞞。”（《答范祖禹》）“呂布、曹爽，何人也？而為之用，尚何言知！”（《論桓範陳宮》）“使不幸而贼有过人之才，如吕布、刘备之徒，得徐而逞其志，则京东之安危未可知也。”（《苏东坡全集·卷五十二·奏议六首》）
- 蘇轍：“犬彘之所不為，而惠卿為之。 昔呂布事丁原則殺丁原，事董卓則殺董卓；劉牢之事王恭則反王恭，事司馬元顯則反元顯，故曹操、桓玄終畏而誅之。 如惠卿之惡，縱未正典刑，猶當投畀四裔，以御魑魅。”（《宋史·卷四百七十一》）“背逆人理，世所共疑。故呂布見誅於曹公，而牢之見殺於桓氏，皆以其平生反復，勢不可存。”（《欒城集卷三十八》）
- 秦觀：“夫以（呂）布不忠於丁、董也，其肯忠於曹氏乎？”（《白敏中論》）
- 何去非：“昔者东汉之微，豪杰并起而争天下，人各操其所争之资。盖二袁以势，吕布以勇，曹公以智，刘备、孙权各挟其智勇之微而不全者也。”“方二袁之起，借其世资以撼天下。绍举四州之众，南向而逼官渡；术据南阳，以扰江淮，遂窃大号；吕布骁勇，转斗无前而争衮州。方是之时，天下之窥曹公，疑不复振。而人之所以争附而乐赴者，袁、吕而已。”（《何博士备论》）
- 郝經：“呂布翻覆，虓猛而不知義。至於禽戮，乞解縛自效，豈天也哉。”（《續後漢書》）
- 张溥：“汉末名：人，文有孔融，武有吕布，孟德实兼其长。此两人不死，杀孟德有余。”
- 罗贯中：“夜读三分传，堪嗟吕奉先。背恩诛董卓，忘义杀丁原。倚仗英雄气，不从忠直言。白门身死日，犹自望哀怜！”
- 楊維楨：“偉哉劉公論，呂布真難容。”（《覽古詩之五》）
- 于慎行曰：“呂布，剑客之雄耳，非大豪也。然使得为操用，夏侯惇、许褚之流，远出其下，何至如丁原、董卓哉。而玄德不肯言，非忌布也，乃忌操也。先主此等识见又操所不能参耳。”[19]
- 丁耀亢：“吕布善戟法，骁勇绝技。”“布以枭将，两刺其主，白门之诛，有天道焉。”（《天史》）
- 王夫之：“而有驍勁之力以助其惡，嗾之斯前矣，激之斯起矣，觸之斯閧矣，蹂躪于中夏而靡所底止，天下未寧而布先殪，其自取之必然也。呂布殪，而天下之亂始有乍息之時，亂人不亡，亂靡有定，必矣。”“吕布不死，天下无可定乱之机。”（《讀通鑒論》）
- 柳从辰：“卓虽受诛，豪杰并起，跨州连郡如刘虞、公孙瓒、陶谦、袁绍、刘表、刘焉、袁术、吕布者，皆尝雄视一时，其权力犹足匡正帝室。”
- 蔡东藩：“一箭能销两造兵，温侯也善解纷争；辕门射戟传佳话，如听当年嚆矢声。”“若吕布为反复小人，始依备，继袭备，后复和备，始终误一贫字，安望有成。但观其保护备家，不屑淫掠，至射戟一事，更为刘备排难，此亦未始非豪侠所为。后之朝亲暮仇者，且不布若，可胜慨哉！”“吕布之勇，足以敌曹操，而智谋之不逮操也远甚！操之图布也久矣！督师东来，目无吕布；但布若能用陈宫之计，内外呼应，犄角相援，则操亦未必有成；就使挫失，布在城外，亦可远走，何至为操所擒乎？乃始则被惑于妇人，继则见嫌于部将，虎为人缚，摇尾乞怜，嗟何及哉！”
- 方诗铭：“以吕布为中心的并州军事集团，是一支具有特殊战斗力的军事力量，在东汉末年的战争年代，他们曾成为拥有强劲武装的割据势力，扮演过重要角色。但是，以他们本身所具有的弱点，加以一贯被人利用，又必然成为昙花一现的人物，终于为曹操所消灭。”
- 柏楊：“一則呂布先生本質是一個忘恩負義之徒，朋友算老幾？二則呂布先生顯然企圖獨霸「殺董」之功。呂布先生於六年後，為他的行為付出代價。”（《柏楊全集23/史學卷》）

## 家庭

### 妻
呂布有一妻子，但姓名未載於史書，或为魏续的姐妹魏氏。曾於长安流离被庞舒所救。认为陈宫和高顺难以守城。
以下是在三國演義中提及的呂布妻妾
1.正妻：嚴氏
2.次妻：曹氏（曹豹女）
3.妾：貂蟬

#### 女
- 吕氏（在正史中，吕布原打算将女儿嫁给袁术的儿子，但在陈珪的劝说下，阻止了吕袁的同盟，吕布将女儿夺回后，转而接受许昌朝廷册封的左将军之职。后来198年，曹操包围下邳城时，吕布为求袁术发兵援救，答应袁术索吕布之女为媳妇一事。吕布将女儿背在背上想突围，却因曹操军防线的箭雨逼退了回去。此后再无记载）。

## 傳說逸事

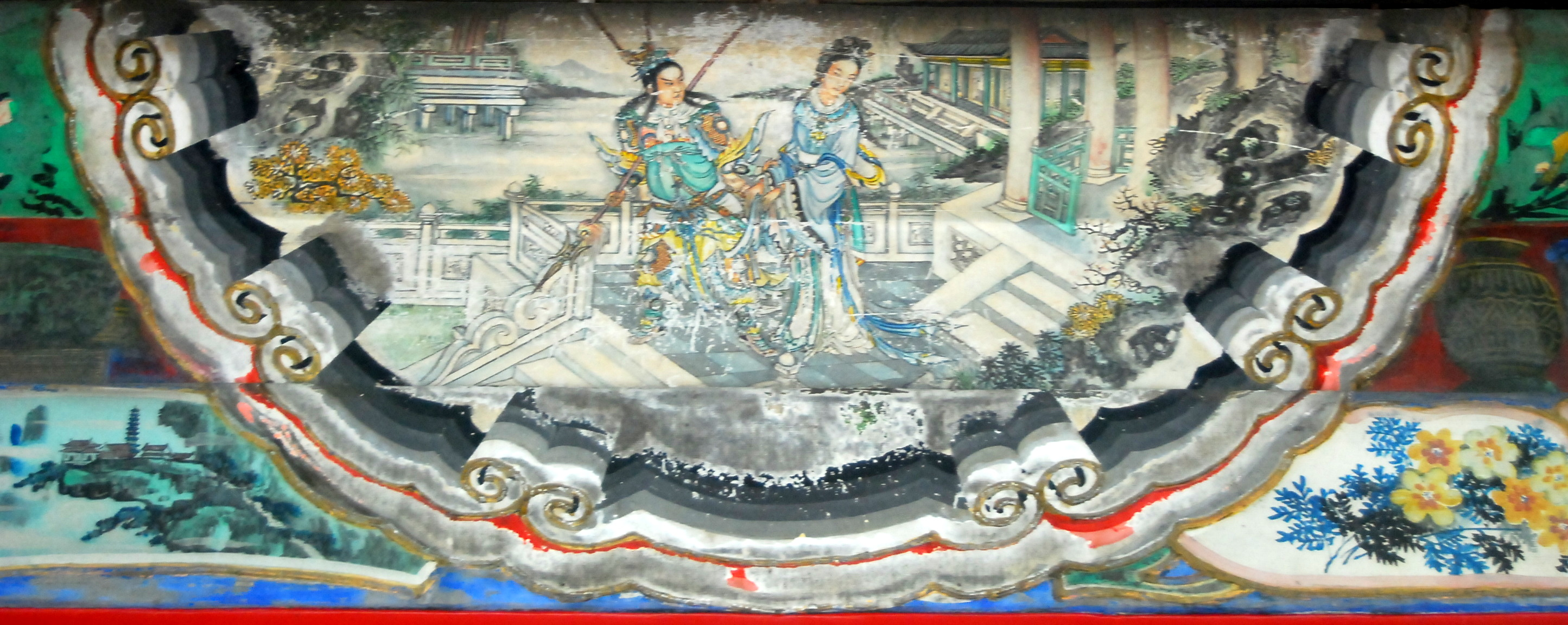
颐和园长廊彩绘：吕布戏貂蝉

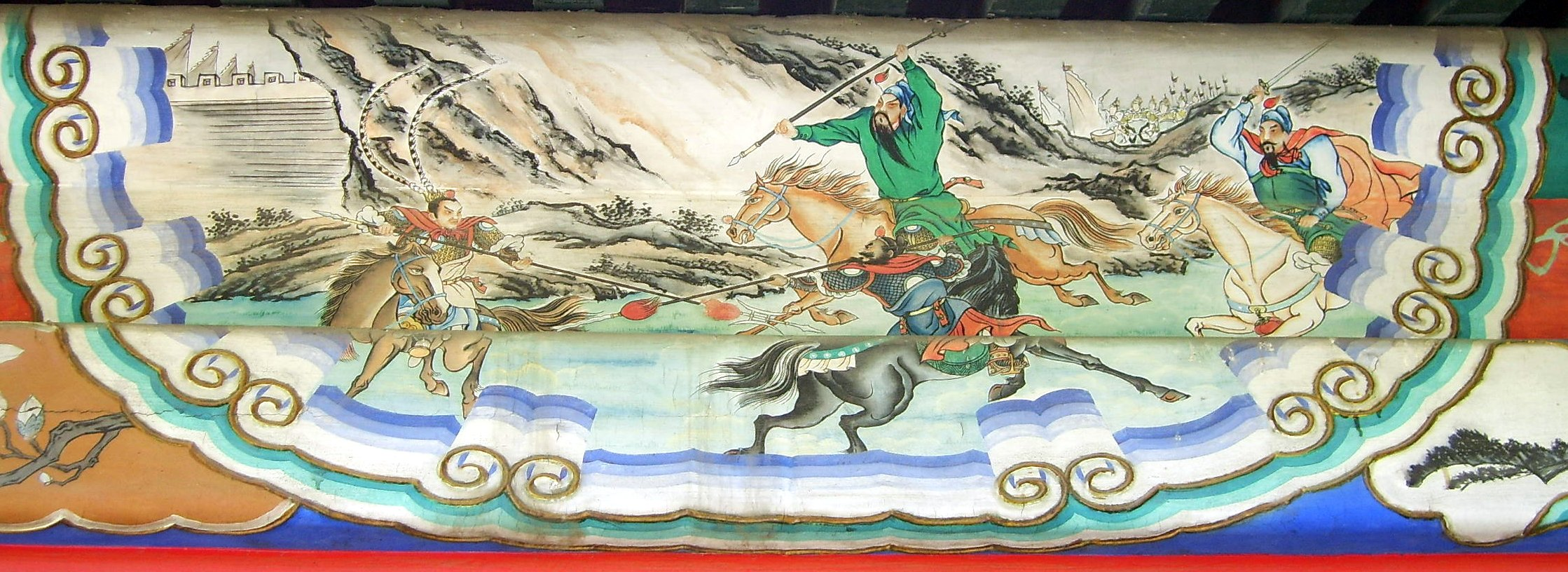
北京香山古建筑彩绘「三英战吕布」

《三國志平話》描述他：“身長九尺二寸，騎赤兔馬、身披金鎧、頭帶獬豸冠、使丈二方天戟、上面挂黃幡豹尾、步奔過騎、為左將軍。”
《三國志平話》：「次日，呂布下關，叫曰：『大眼漢出馬！』張飛大怒，出馬，手持丈八神矛，睜雙圓眼，直取呂布。二馬相交，三十合，不分勝敗。張飛平生好廝殺，撞著對手，又戰三十合，殺呂布絣旗掩面。張飛如神，呂布心怯，拔馬上關，堅閉不出。呂布使四盜寇緊守其關。四人者，李傕，郭汜，張濟，樊稠四人。」
《三国演义》描写他身高一丈，腰大（黃本為“阔”）十围，眉清目秀。持方天画戟（嘉靖本為画杆方天戟），骑赤兔马，頭戴三叉束髮紫金冠 、体挂西川紅錦百花袍、身披獸面吞頭連環鎧、腰繫勒甲玲瓏獅蛮帯，弓箭隨身。吕布被描写为汉末三国时代武艺最强之武将，“三英战吕布”时刘备、关羽、张飞三人围攻吕布，亦未能将其战倒；又直接寫他成為丁原、董卓的義子，加上自己姓呂，所以張飛骂他是「三姓家奴」；加插了王允使計，以美女貂蟬離間他與董卓的「連環計」。在小說《三国演义》中与吕布单挑过的有九人，有六人惨败（方悦、穆顺、武安国、公孙瓒、夏侯惇、李丰），三人打平（许褚、关羽、张飞）。
《水浒传》有小温侯吕方，便是依照吕布形象创造的人物，吕方自称：“小人姓吕名方，祖贯潭州人氏。平昔爱学吕布为人，因此习学这枝方天画戟，人都唤小人做小温侯吕方。”與「賽仁貴」郭盛（武器也是方天画戟）一起擔任宋江的貼身騎兵護衛（守護中軍馬驍將）。
《荡寇志·第八十八回·演武厅夫妻宵宴-猿臂寨兄弟归心》中則有這種描述：（陈）丽卿见那旗竿顶上锡打的平安吉庆，忽然想起，问（祝）永清道：“兄弟那技方天戟有多少斤重？”永清道：“四十斤。姐姐的梨花枪多少？”丽卿道：“比你的轻四斤，三十六斤。”永清道：“姐姐这般神力，何不再用得重些？”丽卿笑道：“兵器又不在斤两上分高低。古人说得好：四两能拨千斤重。当年吕布何等了得！有句老话：三国英雄算马超，马超还是吕布高。他那枝方天戟，只得二十四斤。关王八十二斤的大刀，他也敌得过。何在轻重！”永清点头。
《天豹图》有曹天吉，混名叫做小吕布赛温侯。
《斩鬼传》有一人，唤死大汉，被钟馗杀死后，钟馗去阎王殿查生死簿，阎君道：“尊神有所不知，那死大汉是吕布所转，因他虽然勇猛，却少刚骨，所以罚他转了这等个人，以待尊神诛之，报他杀丁建原之罪也。”
并州定襄县（今山西省太原市以北、忻州市东南部）东南的中霍村据传是吕布故里，有“霍清泉”、“智擒赤兔马”、“歪脖子树”等民间传说，都与呂布有关。

### 武器

#### 正史
根據裴注《三國志·呂布傳》引《英雄記》記載，
英雄記曰：郭汜在城北。布開城門，將兵就汜，言「且卻兵，但身決勝負」。汜、布乃獨共對戰，布以戟刺中汜，汜後騎遂前救汜，汜、布遂各兩罷。根據這記載顯示呂布使用之武器為「戟」。

#### 小說描寫
根據《三國演義·第五回·發矯詔諸鎮應曹公 破關兵三英戰呂布》描寫，見呂布出陣：頭戴三叉束髮紫金冠，體掛西川紅錦百花袍，身披獸面吞頭連環鎧，腰繫勒甲玲瓏獅蠻帶；弓箭隨身，手持畫戟；坐下嘶風赤兔馬；果然是「人中呂布，馬中赤兔！」。根據這描寫顯示呂布使用之武器為「方天畫戟」。
然而根據歷史學家和武器學者考證，「方天畫戟」是隋唐以後才出現的武器，在魏晉以前並無此武器的出現。與偃月刀一樣都是宋元以後才漸為兵士使用。

## 部下
- 陳宮，兗州名士。個性剛直烈壯，初為曹操麾下，後與張邈等叛迎呂布，為其出謀獻策。呂布死後，拒絕向曹操投降，為曹操揮淚絞刑。
- 張邈、張超兄弟，張邈為東漢名士，以俠氣聞名，位列「八廚」，與曹操為知交。張超有知人之明，發掘名士臧洪。兄弟二人與陳宮共謀迎呂布背叛曹操。
- 高順，呂布手下名將。麾下將士作戰勇猛，嚴守軍紀，高順常能快速攻陷敵方陣營，號稱「陷陣營」。呂布兵敗後，拒降曹操，被處絞刑。
- 張遼，勇力過人，董卓死後遷任呂布騎都尉。隨呂布東奔徐州，任北地太守、魯相。曹操擊敗呂布後，張遼率呂布軍餘眾投降。
- 成廉、魏越，呂布親近驍將。曾隨呂布大破張燕的黑山軍。[24][25][26]
- 郝萌，呂布部將。為袁術暗中聯絡背叛呂布，進行夜襲使呂布狼狽出逃。
  - 部將曹性，郝萌反叛後對其展開追捕，斬萌一臂，並供出陳宮亦是同謀。[27]
- 魏續、侯成、宋憲，呂布部將，曹操圍下邳，三人將陳宮、高順綁起，投降曹操。[28]
- 許汜、王楷，原曹操從事中郎，與陳宮等叛曹操迎呂布。呂布被曹操圍在下邳時，派遣許汜，王楷向袁術求救。[29]
- 李肅，董卓騎都尉。參與暗殺董卓，以戟刺傷董卓手臂，呂布隨即用矛刺死董卓。後李肅又被呂布派往攻擊牛輔，敗退弘農，因戰敗被呂布誅殺。
- 陳衛、李黑參與暗殺董卓，偽裝成宮門衛士。[30]
- 庞舒，于吕布逃出长安时曾保护吕布妻小，并私下送还吕布[31]。
- 秦宜祿，呂布部將，魏將秦朗生父。前妻杜氏有美色，被曹操納為妻妾。呂布兵敗後降曹，在張飛教唆下叛歸劉備，中途卻又反悔，因此被張飛殺死。
- 薛蘭、李封呂布部將，屯兵抵禦曹操，戰死。[32]
- 許耽、章诳、曹豹，一同背叛劉備暗迎呂布。[33]
- 戚奇（戚寄)，呂布部將。聞漢臣陳悝之妻吳氏有美色且擅長論史、能彈琴，派人暗殺陳悝，強搶吳氏。吳氏怒罵戚奇後自刎而死，戚奇慚愧，將之埋葬才離開。
- 高雅，呂布部將，被于禁擊破。[34]
- 劉何，呂布部將，兵敗被曹仁生擒。[35]
- 氾嶷，呂布部將，成功攻取范。[36]
- 趙庶、李鄒呂布部將，徐晃征呂布時二人向徐晃投降。[37]
- 吳資，濟陰太守，曹操襲濟陰治所定陶，吳資守著南城，曹操未能攻克。[38]
- 侯諧，彭城相。曹操屠彭城，生擒侯諧。[39]
- 陳珪、陳登父子，徐州望族陳姓士族子弟。在呂布佔領徐州期間，父子二人合力離間呂布與袁術的合作關係。
- 張弘，呂布部下。曹操征呂布，陳登率兵作先鋒，呂布以陳登三位弟弟作人質求和，為陳登所拒絕，反而將下邳城圍得更緊迫。呂布的手下張弘害怕被連累，趁夜將陳登諸弟放出回到陳登身邊。[40]
- 毕谌，原曹操別駕，因母弟妻子被張邈劫去，因此迫為呂布效命。[41]
- 袁渙，劉備領豫州牧時，舉袁渙為茂才。後避亂江淮，被袁術徵命。袁渙和袁術議論，袁術都不能反駁，袁術對他十分恭敬和守禮。後來呂布攻擊袁術，袁渙跟隨呂布，呂布要求袁渙寫書辱罵劉備，袁渙以大義拒絕，呂布慚愧。

### 盟友
- 泰山寇臧霸
  - 孫觀、兄長孫康[42]
  - 吳敦、尹禮、昌豨[43]
- 白波賊餘黨
  - 楊奉、韓暹
- 曹操叛將
  - 徐翕、毛晖[44]

## 當代文化
在許多以三國題材為背景的作品中，都可以見到呂布做為一名角色在其中現身。

### 漫畫
- 《蒼天航路》（王欣太）
- 《火鳳燎原》（陳某）、火鳳燎原外傳小說《奉先》（王貽興）
- 《超三國志霸（日语：覇-LORD-）》（池上遼一）
- 《吞食天地》（本宮宏志）
- 《橫山光輝三國志》（橫山光輝）
- 《終末的女武神》

### 動畫
- 三國志
- 三國演義
- 蒼天航路
- 終末的女武神

### 戲劇與影視
- 香港邵氏电影《貂蝉》（1958年）：由赵雷_(演员)飾演。
- 香港麗的電視電視劇《三國春秋》（1976年）：由潘志文飾演。
- 香港亚洲电视电视剧《貂蟬》（1987年）：由汤镇宗飾演。
- 台灣中國電視公司電視劇《貂蟬》（1988年）：由顧冠忠飾演。
- 楊麗花歌仔戲舞台劇《呂布與貂蟬》(1991年)：由楊麗花飾演。
- 中國大陸太原电视台電視劇《關公》（1993年）：由孟玉宝飾演。
- 中國大陸中央電視台電視劇《三國演義》（1994年）：由張光北飾演。
- 台灣中華電視公司電視劇《关公》（1996年）：由宋達民飾演。
- 楊麗花歌仔戲舞台劇《呂布與貂蟬》(1997年)：由陳亞蘭飾演。
- 电视剧《曹操》（1999年）：由张亚坤飾演。
- 電視劇《貂蟬》（2002年）：由吕良伟飾演。
- 中國大陸中央電視台電視劇《呂布與貂蟬》（又名《蝶舞天涯》）（2003年）：由释小龙、黃磊飾演。
- 中國大陸中央電視台電視劇《武聖關公》（2004年）：由一真飾演。
- 台灣民視電視劇《終極三國》（2009年）：由謝坤達飾演。
- 中國大陸中央電視台電視劇《三國》（2010年）：由何潤東飾演。
- 电影《铜雀台》（2012年）：由保剑锋饰演。
- 电视剧《曹操》（2013年）：由营峰饰演。
- 中國大陸湖南衛視電視劇《武神趙子龍》（2016年）：由高以翔飾演。
- 香港舞台劇《火鳳燎原》（2016年）：由邵仲衡飾演。
- 中國大陸網路劇《終極三國》（2017年）：由盧冰鉉飾演。
- 中國大陸網路劇《少儿也三国》（2017年）：由姚梓豪飾演。
- 中國大陸偶像劇《小戲骨：三國之反董卓聯盟》（2018年），由葛奕德飾演。
- 中國大陸網路电影《魔国志2》（2018年）：由贾宗超饰演。
- 中國大陸網路电影《三国之战神无双》（2019年）：由黄海冰飾演。
- 中國大陸網路电影《斗破乱世情》（又名：《吕布传》）（2020年）：由林柏叡饰演。
- 日本電影《新解釋·三國志》（2020年）：由城田優飾演。
- 中國大陸電影《赵云传之龙鸣长坂坡》（2020年）：由王韬飾演。
- 香港電影《真·三國無雙》（2021年）：由古天樂飾演。
- 日本電影《狼獵人出發！人狼 三國志篇》（待上映）：由中村龍介飾演。

### 遊戲
- 電子遊戲
  - 以三國為題材的《真·三國無雙》系列的歷代作品中，呂布皆作為一名可玩角色，由稻田徹配音，遊戲中手持方天畫戟。
  - 以三國和战国融合後的世界為題材的《無雙OROCHI》系列的歷代作品中，呂布皆作為一名可玩角色，由稻田徹配音，他在遊戲中手持方天畫戟。
  - 在街機《吞食天地II 赤壁之戰》、《三國戰紀》中，呂布擔任其中一個關卡的頭目。
  - 在街機格鬥遊戲《英雄榜系列》World Hero Jet 與 World Hero Perfect 中，可玩角色 Ryofu 即為呂布。
  - 新加坡遊戲 《傳說對決》（2016年）：由謝一帆配音。
  - 先後在型月作品的extra系列和Fate/Grand Order中登場，職階為berserker。
  - 吕布在中国手游《王者荣耀》中作为可玩角色。
  - 在Riot Games所開發的的線上遊戲《英雄聯盟》中，於2013年新春為角色嘉文四世所推出名為戰神呂布的造型。其長槍亦變換成方天畫戟。
  - 在圣三国蜀汉传/三国蜀汉霸业中的正篇"虎牢关会战"首次出现，接着在"小沛突围战壹"，"小沛突围战贰"，"下邳攻坚战"和"白门楼之战"中出现。此外这个游戏也有呂布专属的外传。
  - 在《元氣騎士》中,呂布為角色"刺客"的專屬皮膚之一

## 延伸阅读
[在维基数据编辑]
 《後漢書/卷75》，出自范晔《後漢書》
 《三國志·卷07》，出自陳壽《三國志》
 《東觀漢記》
 在维基共享资源阅览影像